# Khariialakh
Khariialakh (en rus: Харыялах) és un poble de la república de Sakhà, a Rússia, que el 2018 tenia 451 habitants, pertany al districte de Namtsi.